# Phyllomys brasiliensis
Phyllomys brasiliensis (оранжево-коричневий атлантичний деревний щур) — вид гризунів родини щетинцевих. Раніше проживав у штатах Ріо-де-Жанейро і Мінас-Жерайс, Бразилія. Тепер у штаті Ріо-де-Жанейро не зустрічається. 

## Загрози та охорона
Перебуває в лісовому середовищі проживання, де його населення вкрай фрагментоване. Руйнування Серрадо продовжується, що загрожує виду. Не був знайдений на охоронних територіях.